# Pickering, Missouri
Pickering är en ort i Nodaway County i delstaten Missouri, USA.